# SWEET FORCE
『SWEET FORCE』（スイート・フォース）は松田樹利亜の2枚目のミニ・アルバム。

## 概要
2ヶ月ぶりと言う事もあり、アルバムのリリース間隔が最も短い。

## 収録曲
1. SUGAR SOAP～キュウジュウニ バブルハジケチャッタワ!!～
2. dearest day
3. SERIOUS my soul
4. TSU-BO-MI
5. thirteen
6. Free and easy

作詞：松田樹利亜　作曲・編曲：鈴木慎一郎